# Nel caffè della gioventù perduta
Nel caffè della gioventù perduta è un romanzo dello scrittore francese Patrick Modiano, Premio Nobel per la letteratura 2014.
La trama, che ha come protagonista una giovane parigina di poco più di vent'anni, è raccontata attraverso quattro punti di vista successivi: uno studente superiore, un investigatore privato, la ragazza stessa, infine il suo amante. La moltiplicazione dei punti di vista mette in evidenza la fragilità dei ricordi; la verità di ogni personaggio, in quanto parziale, mette in scacco la stabilità del reale.

## Trama
Uno studente di ingegneria all'École des Mines nota tra gli avventori del Condé, un café della rive gauche di Parigi tra l'Odéon e il Luxembourg, una ragazza che gli habitué chiamano con il soprannome di Louki. Adattandosi alle abitudini degli altri clienti, tra i quali compaiono personaggi reali come Maurice Raphaël e lo scrittore Arthur Adamov, Louki comincia a portare con sé come feticcio una copia del romanzo Orizzonte perduto.
Tra gli avventori ce n'è uno, Bowing, che ha il vezzo di registrare su un grosso quaderno tutte le abitudini degli altri: il soprannome, l'ora di arrivo al café, persino il tragitto percorso lungo la planimetria di Parigi per arrivare al Condé. Un giorno Bowing presta il suo quaderno a un cliente nuovo, un uomo sulla quarantina che sembra molto interessato a questa attività; l'uomo restituisce il registro e non si fa più vedere al Condé, però Bowing nota che ha sottolineato con una matita blu il nome Louki ogni volta che compare nelle note.
L'uomo in realtà è un investigatore privato di nome Pierre Caisley. È stato incaricato da un impiegato di Auteuil, Jean-Pierre Choureau, di rintracciare la moglie scomparsa improvvisamente di casa dopo un banale litigio. Choureau ha conosciuto la moglie Jacqueline sul lavoro, dove la giovane si è presentata per un colloquio di prova. Caisley si mette in contatto con un ex collega della polizia,  il quale reperisce due vecchi verbali nei quali Jacqueline Delanque venne fermata per vagabondaggio minorile. Caisley si procura l'indirizzo e si presenta al caffè Condé per reperire qualche notizia: la donna che cerca è infatti quella che i frequentatori chiamano Louki.
Caisley si rende conto poco per volta che Jacqueline è evasa da un matrimonio deprimente con un uomo di 15 anni più vecchio che continua a darle del “voi”, e preferisce mentire al suo cliente dicendo che non è riuscito a rintracciarla.
Jacqueline Delanque è arrivata al caffè tramite lo scrittore Guy de Vere, appassionato di materia esoterica, che una sera ha cenato a casa sua, portato da un conoscente del marito. Al Condé forse la ragazza può lenire il malessere esistenziale che si porta dentro fin da quando era ragazzina; figlia di padre sconosciuto e di una donna che lavora al famoso Moulin Rouge, all'età di 15 anni ha cominciato a uscire la sera per lunghe passeggiate nel quartiere, incappando un paio di volte nelle forze dell'ordine. Una sera in un caffè chiamato Canter incontra una donna di nome Jeannette Gaul della quale diviene amica; è lei che la introduce all'uso di cocaina e alla frequentazione di uomini che rimangono in un alone di mistero tra illegalità e legalità.
Per sfuggire a questa routine, Jacqueline accetta di sposare Jean-Pierre Choureau, ma già dei primi tempi Jeannette si rende conto che l'amica non è felice, questa non è la vita per lei. La conoscenza di Guy de Vere le apre nuove prospettive, la frequentazione del Condé sembra dare una motivazione alla sua vita.
Durante una delle periodiche serate a casa di Guy de Vere, Jacqueline conosce un giovane di nome Roland. Già dalla prima sera, tra i due scatta qualcosa; tornano a piedi verso Auteuil e la deprimente routine coniugale. Jacqueline introduce Roland al Condé, che lei frequenta le sere in cui suo marito è fuori casa per lavoro. Una notte, all'uscita da un incontro da Guy de Vere, invece di tornare a casa si ferma nella camera d'albergo di Roland. Non tornerà più dal marito.
Ma niente sembra poter strappare Jacqueline/Louki al suo disagio esistenziale. Un giorno, apparentemente senza ragione, si getta dalla finestra sotto gli occhi impotenti di Jeannette Gaul.

## Titolo ed epigrafe
Il titolo ‘Nel caffè della gioventù perduta’, insieme all'epigrafe («Nel mezzo del cammin della vera vita, eravamo circondati da una malinconia oscura, che tante parole tristi e beffarde hanno espresso, nel caffè della gioventù perduta») che apre il romanzo, sono estratti, citazioni dal film di Guy Debord: ‘In girum imus nocte et consumimur igni’.
La scelta operata da Modiano, lungi dall'essere un semplice omaggio all'opera, all'autore stesso e al situazionismo tutto, le qual cose si manifestano diffusamente all'interno del racconto con allusioni, citazioni e riprese di temi cari al movimento e al suo fondatore, assume un valore ben definito che anticipa ed assorbe in sé tutto quello che sarà l'opera.
Senza entrare nel merito del film, si può dire che oltre a una critica serrata della società dello spettacolo e al suo effetto devastante sulle persone e il mondo, esso si configura anche come un film «sulla giovinezza, sull'essere giovani a Parigi, quando la stessa città era giovane»; operando alla maniera debordiana, il romanziere ‘detourna’ titolo e contesto tematico, creando un nuovo significato: quello che era utilizzato per un fine, viene estrapolato e riadattato su un'altra storia ed un altro senso. 
La peculiarità del titolo scelto da Debord, che tradotto si significa «Giriamo in tondo nella notte e siamo consumati dal fuoco», è il suo essere palindromo: esso esprime, sia nella forma, in quanto leggibile allo stesso modo sia da un lato sia dall'altro, che nel contenuto, il tema ossessivo del circolo. Il labirinto di un «presente senza via di uscita e riposo» che obbliga a ritornare sui propri passi, senza alcun punto di riferimento, consumandosi «senza scopo». 
I protagonisti, immersi nella follia topografica di Parigi, che nella sua esattezza fa evaporare i luoghi, tanto da rendere tangibile la possibilità di passare da un mondo all’altro, lontani dal proprio passato, soltanto cambiando riva, si aggirano alla ricerca di un punto a cui ancorarsi, o in cui sparire: vivendo, o migrando verso, le «zone neutre», nell’impressione dell’annullamento del tempo come pausa dal vagare continuo nel reiterarsi degli avvenimenti, che sotto i loro occhi mutano pur rimanendo uguali a sé stessi, dove fuggire dalla «malinconia oscura» di un'esistenza che si inghiotte senza posa.
Il romanzo, dunque, nel suo aprirsi annuncia la propria fine: un frammento, dotato né di una vera fine né di un vero inizio, che sembra raffigurarsi come la messa in salvo «dall’oblio» delle «farfalle che volteggiano per qualche secondo intorno alla luce» ma che si rivela, in ultima analisi, come una rigorosa impossibilità di resistere e una disperante condanna a ripetere, e a ripetere.

## Forma del romanzo: la struttura narrativa
Il romanzo, nel suo sviluppo, non segue un impianto ‘tradizionale’: si affida alla narrazione dislocata di più voci narranti. 
Sono quattro le persone che raccontano: lo studente dell’Ecoles des Mines, l’ispettore Caisley, Louki ( o Jacqueline ) e Roland, che mantiene una narrazione più lunga rispetto agli altri. 
Portando avanti la propria storia, ognuno, rimette in gioco ciò che era già stato dato come accaduto nelle altre occasioni riferite: i racconti si intrecciano, riprendendosi l’un l’altro attraverso l’occhio e la vicenda personale del narratore. Lo « strabismo » del lettore aumenta: lo scenario entrato in un costante pericolo di falsificazione e fragilità si deforma lasciando colui che legge in balia di un continuo ritornare (in divenire) della stessa storia, degli stessi particolari, causato da uno spostamento percettivo dovuto alla posizione del personaggio in causa. 
La componente strutturale di questo processo, e di tutto il romanzo, è la memoria che per il suo carattere labile non è in grado di offrire una stabilità narrativa: la presunta unità dell’opera si svela, dunque, come un’unità frammentaria; non procedendo in modo sequenziale ma per discontinuità, con grossi balzi temporali e spaziali, non solo tra una narrazione e l’altra ma all’interno delle singole, la storia in sé si frantuma configurandosi come un insieme di sintesi da parte dei narratori.
Il libro sembra comporsi di un unico macropiano narrativo ( la storia di Louki ) entro cui si svolgono le azioni, e i micropiani, dei vari personaggi collaterali. 
In realtà ciò che si identifica come il ‘macropiano’ non può essere indicato come un tempo di narrazione: esso ha, piuttosto, un valore denotativo che permette il prendere corpo al riferire dei vari personaggi ( si veda la sezione Louki e gli altri personaggi ).
Spesso nel romanzo appaiono, presso tutti i narratori, frasi come «Cerco di ricordare cosa mi ha detto quella sera. Era tutto confuso. Niente altro che brandelli. E oggi è troppo tardi per recuperare i particolari che mancano o che forse ho dimenticato», « Le testimonianze sono fragili e contraddittorie» o «Ho dei vuoti di memoria. O forse, meglio, mi ritornano in mente alla rinfusa solo alcuni particolari» : queste incertezze, che possono passare facilmente inosservate, aprono la via all’identificazione di uno scenario completamente diverso da quello intuitivamente ipotizzato. Nel momento in cui i personaggi pronunciano un frase di dubbio, che denuncia il tempo come passato, o come una sintesi, si apre al lettore un corridoio che collega i due tempi della narrazione: seppur rimasto nascosto a lungo, il tempo della narrazione emerge accanto al tempo del narrato. In altre parole ciò che si dà come racconto da parte dei personaggi è il parlare della persona stessa, non come da un'altra dimensione, ma da un mondo circostanziato, contingente: un presente ‘reale’.
Ponendo ulteriormente l’accento sul tema della memoria, che si smarrisce, è possibile compiere un ulteriore passo indietro, in avanti, nell’analisi della forma narrativa.
Le frasi che esprimono l’insicurezza, l’incertezza nei confronti di quello che è stato (narrato) oltre a mettere in luce la compresenza dei due piani riescono a svelare un iperpiano narrativo che li assorbe entrambi: l’incapacità del ricordo esatto pone il passato come un mettere insieme elementi che, probabilmente, non hanno una diretta, e profonda, relazione tra di loro; ciò che è accaduto, attraverso un simile rapporto, arbitrario dunque, si scredita non appena viene ri-costruito. Quello che i personaggi raccontano, dal loro presente contingente, non è certo, e non riesce a reggere ( di qui le frasi di dubbio, come fossero interiezioni ) quindi i due piani non vanno distrutti ma sciogliendosi si fondono insieme: si accede così a quello che, poco sopra, è stato definito iperpiano narrativo: un eterno presente dove il presente-passato non è mai stato ed esiste solo come assemblaggio di materiali eterogenei. 
I personaggi del libro non hanno mai vissuto una giovinezza, e si trovano in una situazione non dissimile da alcuni personaggi dei romanzi beckettiani ( «Oggi non ho più il coraggio di andare sul posto e riconoscere il palazzo. Sono troppo vecchio». ), affogati in un presente dilatato all’infinito senza né presente né passato ( «Durante tutti gli anni morti che sono seguiti» ); il «caffè della gioventù» è da per sempre «perduta» perché non è mai accaduto (si veda la sezione Louki e gli altri personaggi). E come Kafka annota in uno dei suoi Diari, i personaggi ricordano perché «Già pareva che qui in città la mia natura protettrice si dissolvesse, ero bello nei primi giorni poiché questo dissolvimento ha luogo come una apoteosi dove ci sfugge tutto ciò che ci tiene in vita, ma fin nell’atto di sfuggire ci inonda per l’ultima volta della sua luce umana».

## Louki e gli altri personaggi
Tra i vari narratori, e protagonisti, del romanzo spicca la figura di Louki, o Jacqueline, che si impone come il perno attorno cui ruota l'intera narrazione. Non solo perché è presente in tutte le storie, che su di lei, e con lei, si strutturano, ma anche per la sua complessità psicologica: la quale si enuclea, principalmente, durante il racconto di sé stessa, a metà del libro, e si propaga approfondendosi negli altri capitoli.
Nella sezione in cui la ragazza parla di sé stessa, e della sua storia, viene alla luce una parte importante del suo statuto psicologico: in seguito all'arresto per vagabondaggio notturno e al conseguente interrogatorio, Louki è costretta a raccontare la sua vita fino a quel momento.
Questo particolare, che a una prima occhiata può sembrare insignificante , viene indicato, e sottolineato, come il punto di partenza della sua eterna fuga. Attraverso il riferire ella compie una redenzione: la sua storia, vista al di fuori di sé, realizza il distacco da sé stessa; ella abdica così alla forma che la costituiva e la costringeva al suo essere Jacqueline.
Inizia qui il suo percorso di fuga che si irradia, e si ripercuote, in tutto il romanzo: luoghi, storie, persone vengono lasciate indietro sotto la spinta irrefrenabile della possibilità, di ciò che potrebbe essere. Quello che terrorizza Louki è il cristallizzarsi in una forma, di sottoporsi alla «necessità di un nome», di un'identità; quindi, vivendo in uneterna potenza, sempre al di qua di una realizzazione completa e al di là di una paralisi puntiforme, risiedendo sempre nell'atto per-, lei riesce a evitare la fine delle possibilità, l'essere schiavi di una storia e di un destino già scritti.
Insieme alla paura di sottostare ad una forma, su di lei agisce un altro moto: l'angoscia di rimanere sola. La sensazione di vuoto e totale isolamento, che la getta in uno stato di panico in cui deve fare violenza a sé stessa per riuscire a mantenere la sua interezza è la concretizzazione del suo bisogno dell'esistenza di un legame, di qualche « punto fisso» che vegli su di lei: spersa, nella città sempre indifferente, tenta di soddisfarlo attraverso i quartieri, caffè e rapporti con le persone in maniera più o meno confidenziale, ma rimanendo sempre a una distanza ineludibile, incolmabile. È questa la causa della sua costante apparizione nei racconti degli altri protagonisti, direttamente o indirettamente, ella si trova in quei luoghi, con quei ragazzi per tentare di non essere travolta, o non sentirsi tale.
Il suo vivere costante nella potenza crea, come situazione ideale, e reale,  il rapporto che non si deve mai concretizzare totalmente: il suo «angelo custode», in ultima analisi, è lei stessa:  che mantenendosi in uno stato di sospensione, legittima, temporaneamente, sia il non-cristallizzarsi, che i legami, non mai stretti, con le persone, raccontandocelo con questa frase: «Non ero me stessa se non nel momento in cui fuggivo».
Non potendo reggere a lungo questo processo mortificante, che non risolve il problema ma lo reitera dilatandolo all'infinito, Louki svela il suo desiderio più forte, e recondito, in grado di rompere il paradosso da cui è minacciata da tutta la sua vita: «arrivare in cima, là dove c'erano soltanto il blu del cielo e il vuoto». Per essere lontano da tutto e tutti, la ragazza compie uno sforzo,  allo stesso tempo minimo ed enorme: ella eccede il movimento potenziale portandolo alla realizzazione mediante una piccola frase, un piccolo gesto ( «Ce la fai. Lasciati andare») che rompe l'impasse, scavalcandolo senza dover trovare una soluzione. Il gesto del suicidio, compiuto alla fine del libro, non si propone come la realizzazione di un movimento dialettico, dove i due termini lavorando insieme creano una sintesi positiva, ma ponendo termine alla sua vita, Jacqueline, porta agli estremi i due contrari fino a farli esplodere ed annullare, accedendo così alla dimensione del neutro: la potenza gonfiata all'infinito si dissolve e il desiderio di legami, di connessioni si allarga a dismisura scomparendo.
Sottraendosi al positivo e al negativo, la protagonista, realizza, de-realizzandola, la sua più intima caratteristica, la sua necessità: così come i personaggi dei quadri di Matisse, che si confondono con la tappezzeria, Louki vuole cessare di essere umana, di esserci per disperdersi nell'«azzurro», nel «vuoto», senza più percepire sé stessa.
Come si è detto in precedenza, Jacqueline appare, oltre che nella sua, in tutte le narrazioni dei restanti personaggi. Componente fondamentale di questo ossessivo apparire è l'instabilità. 
La protagonista, come tutto nel romanzo, è soggetta alla legge della memoria: essendo i personaggi inattendibili, così come la ricostruzione dei loro fatti, nel passaggio tra i vari racconti assume caratteristiche ed elementi sempre diversi. Louki attraverso questo processo passa dal suo essere sé stessa ad essere figura di sé, una Jacqueline ‘personale’. 
Rispetto alla protagonista la psicologia, e la consistenza dei restanti narratori, appare ben poca cosa: perfino Roland, che tiene il discorso più ampio rispetto a tutti gli altri, è quasi soltanto una comparsa all'interno del romanzo. Avviene, infatti, un rovesciamento: ciò che è sempre sul punto scomparire, che non è delineato, Louki appunto, sostituisce ciò che dovrebbe essere definito e visibile sempre; i personaggi collaterali, sono tali proprio perché essi per esistere fanno affidamento sulla ragazza.
Lungi dall'essere una semplice elevazione a cardine del discorso, Jacqueline è l'unico, vero personaggio della storia, da cui gli altri sono esclusi: acquistando consistenza solo attraverso di lei essi non esistono, perché convogliando i loro ricordi, i desideri e loro speranze sulla ragazza si affidano totalmente alla sua, supposta, presenza. Nel suo apparire ella scompare. Ciò accade, proprio grazie a quel processo sostitutivo compiuto dai narratori: Louki apparsa come ‘personale’, ed essendo tale non reale, svanisce, quindi, non appena viene ricordata. Ci si chiede infatti se tutto quello che leggiamo possa mai essere accaduto: «Mi domando, dopo tanto tempo, se non fosse proprio la sua presenza a dare al luogo, alle persone quella loro aria strana, quasi li avesse impregnati del suo profumo».

## Edizioni
- Patrick Modiano, Nel caffè della gioventù perduta, Traduzione di Irene Babboni, coll. L’Arcipelago, Einaudi, 2010,  pp. 117, ISBN 9788806193812.